# 武漢理工大学

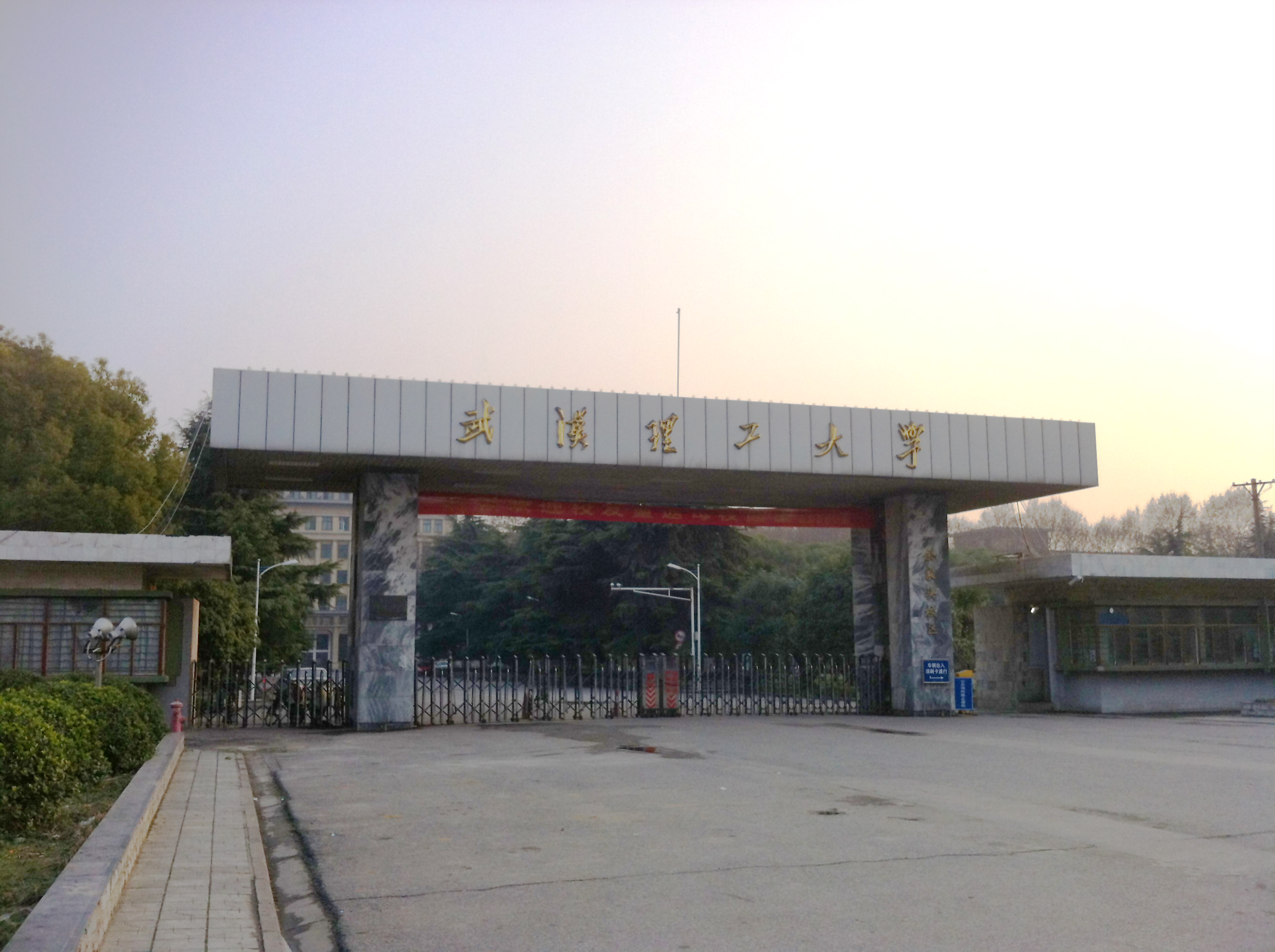
学校写真

武漢理工大学（ぶかん-りこう-だいがく）は中華人民共和国湖北省武漢市洪山区に位置する国立大学。Times Higher Education World University Rankingsによれば、世界中のランキングは、201位～250位のランキング帯にある(2021年)
教育部により国家重点大学に指定され、工学、理学、文学、管理学、経済学、法学、哲学、教育学、史学、医学など10つの分野を設置し、また「211工程」及び双一流にも入っている。国際交流を重視し、すでに日本の東北大学、芝浦工業大学、広島大学、長崎大学、神奈川大学、山口大学を含め、100以上の海外の大学と協力関係を結んでいる。
中国において伝統的な理系中堅校の一つである、特に材料科学が強み、日本の東北大学との学際的な交流が長年にわたって続けられている。材料研究分野の国家重点実験室を持っている。ほか、米ハーバード大学との共同実験室（WUT－Harvard joint Nano Key Laboratory）にも設立されている。
1950年から海外留学生を受け入れ、現在も18ヵ国210人以上の留学生が本学に在籍している。
現在、教師は3,000名、そのうち教授は514名、科学院院士は2名、工程院院士は4名、在学学生数は48,000名である。管理学院客員教授に渡部卓が就任(2014年)している。

## 沿革
2000年で国家重点大学であった武漢工業大学と、武漢自動車工業大学及び武漢交通科技大学この３つの大学から合併することによって生み出された新しい大学である。

## 組織
- 理学院
- 経済学院
- 管理学院
- 交通学院
- 文法学院
- 物流学院
- 外国語学院
- 自動化学院
- 情報工程学院
- 機電工程学院
- 化学工程学院
- 水上運輸学院
- 自動車工程学院
- 芸術と設計学院
- 政治と行政学院
- 材料科学と工程学院
- 資源と環境工程学院
- 土木工事と建築学院
- 能源と動力工程学院
- 計算機科学と技術学院
- 体育部
- 職業技術学院
- 継続教育学院
- 国際教育学院
- 通信教育学院

## 日本における協定校
- 東北大学
- 北陸先端科学技術大学院大学
- 香川大学
- 広島大学
- 熊本大学
- 芝浦工業大学
- 山口大学

部局間協定
- 長崎外国語大学と外国語学院